# Aczél János (matematikus)
Aczél János (Budapest, 1924. december 26. – Waterloo, Ontario, Kanada, 2020. január 1.) kanadai-magyar matematikus. A Magyar Tudományos Akadémia külső tagja (1990).

## Életpályája
Szülei Aczél Dezső és Adler Irén voltak. 1943–1947 között a Pázmány Péter Tudományegyetem matematika–fizika szakán tanult. Témavezetői Fejér Lipót és Riesz Frigyes voltak. 1945–1948 között az ELTE díjtalan gyakornoka, 1948–1950 között a Szegedi Tudományegyetem tanársegéde, 1950–1952 között a Nehézipari Műszaki Egyetem docense volt. 1952–1959 között a Kossuth Lajos Tudományegyetem tanszékvezető docense, 1959–1965 között tanszékvezető egyetemi tanára volt. Ezután Kanadába ment, ahol a Waterlooi Egyetem matematikaprofesszora lett 1965-ben, 1969-től kiemelt professzora, 1993-tól kiemelt professor emeritus volt.
1990-ben a Karlsruhei Egyetem, 1995-ben a Grazi Egyetem, 1996-ban a Katowicei Egyetem, 1999-ben a Miskolci Egyetem, 2003-ban a Debreceni Egyetem díszdoktora lett. Öt egyetem (ebből kettő magyar) díszdoktora. A Royal Society of Canada tagja (1971-től), valamint a Magyar Tudományos Akadémia külső tagja volt, 1990 óta.
Kutatási területe a függvényegyenletek és alkalmazásaik az információelméletre, a társadalom- és magatartástudományokra.
Császár Ákossal, Fuchs Lászlóval, Gál Istvánnal és Horváth Jánossal együtt a matematika „nagy ötösének” (big five) nevezik.

## Magánélete
1946-ban feleségül vette Kende Zsuzsannát. Két lányuk született: Katalin (Catherine) (1948) és Júlia (Julie) (1951).

## Művei
- Funktionalgleichungen der Theorie der geometrischen Objekte (S. Gołąbbal, 1960)
- Vorlesungen über Funktionalgleichungen und ihre Anwendungen (1961)
- Ein Blick auf Funktionalgleichungen und ihre Anwendungen (1962)
- Lectures on Functional Equations and their Applications (1966)
- On Applications and Theory of Functional Equations, On Measures of Information and their Characterizations (Daróczy Zoltánnal, 1975)
- Functional Equations: History, Applications and Theory (szerkesztette, 1984)
- A Short Course on Functional Equations Based upon Recent Applications to the Social and Behavioral Sciences (1987)
- Functional Equations in Several Variables with Applications to Mathematics, Information Theory and to the Natural and Social Sciences (Jean Dhombresszal, 1989)
- Aggregating Clones, Colors, Equations, Iterates, Numbers and Tiles (szerkesztette, 1995)

## Díjai
- Beke Manó-emlékdíj (1961)
- Akadémiai Díj (1962)
- Cajal-érem (1988)
- Kampé de Fériet-érem (2004)